# チーバベリー
チーバベリーは千葉県が開発したイチゴ品種「千葉S4号」の愛称。
「大粒でおいしく、病気に強い」を目標に千葉県農林総合研究センターで2005年から交配をはじめ、2012年にかけて選抜、特性試験を行い、2013年1月に「千葉S4号」として品種登録出願をし、2015年8月に品種登録された。千葉S4号は章姫、栃の峰、とちおとめなどが系統親になっている。
2016年2月から同年3月に千葉県内の観光イチゴ園などで利用者を対象に10個の愛称候補から人気投票を行ったところ、「チーバベリー」が他の9候補に2倍以上の差を付けて票を獲得し、愛称として採用された。
チーバくんがチーバベリーの果実を抱きかかえるイラストを専用ロゴマークとして採用しており、生産農家が申請した際には出荷時の箱やのぼり旗に無償使用が認められる。
大粒で果皮にはつやがあり、甘味の強さとほどよい酸味が特徴。